# 相良竜之介
相良 竜之介（さがら りゅうのすけ、2002年8月17日 - ）は、佐賀県武雄市出身のプロサッカー選手。Jリーグ・ベガルタ仙台所属。ポジションはミッドフィールダー（MF）。

## 来歴
FCノーティーズを経て、中学校からサガン鳥栖のアカデミーへ加入。2019年8月、トップチームに2種登録された。また、同年はU-17日本代表としてもプレーした。
2020年も6月にトップチームに2種登録され、同年8月5日、ルヴァンカップ・グループステージ第2節の横浜FC戦で先発出場し、公式戦デビューした。同年10月、2021年からのトップチームへ昇格が内定した。11月29日、第30節のガンバ大阪戦でJ1初先発を果たし、プロ初ゴールを決めた。
2023年、ベガルタ仙台へ期限付き移籍、第12節の大分トリニータ戦で在籍初ゴールを決めた。翌年からは完全移籍へ移行し、第35節の横浜FC戦では当時無敗試合が「20」だった相手に土を付けるゴールを奪うなど、アシストも含めて仙台の攻撃を支えた。

## 人物・エピソード
- サウナや水風呂が好きでリラクゼーションに使用[12]。
- マンフトでは1得点1アシストの試合を見た小野伸二から体幹の強さを誉められた[13]。
- 試合前、試合当日にこなすゲン担ぎがあるのを全国ネットの「あさイチ」で紹介された[14]。

## 所属クラブ
- FCノーティーズ
- サガン鳥栖U-15
- サガン鳥栖U-18（龍谷高等学校[15]）
  - 2019年8月 - 12月 サガン鳥栖（2種登録選手）
  - 2020年6月 - 12月  サガン鳥栖（2種登録選手）
- 2021年 - 2023年  サガン鳥栖
  - 2023年 -  ベガルタ仙台（期限付き移籍）
- 2024年 -  ベガルタ仙台

## 個人成績
| 国内大会個人成績 | 国内大会個人成績 | 国内大会個人成績 | 国内大会個人成績 | 国内大会個人成績 | 国内大会個人成績 | 国内大会個人成績 | 国内大会個人成績 | 国内大会個人成績 | 国内大会個人成績 | 国内大会個人成績 | 国内大会個人成績 |
| 年度             | クラブ           | 背番号           | リーグ           | リーグ戦         | リーグ戦         | リーグ杯         | リーグ杯         | オープン杯       | オープン杯       | 期間通算         | 期間通算         |
| 年度             | クラブ           | 背番号           | リーグ           | 出場             | 得点             | 出場             | 得点             | 出場             | 得点             | 出場             | 得点             |
| 日本             | 日本             | 日本             | 日本             | リーグ戦         | リーグ戦         | リーグ杯         | リーグ杯         | 天皇杯           | 天皇杯           | 期間通算         | 期間通算         |
| ---------------- | ---------------- | ---------------- | ---------------- | ---------------- | ---------------- | ---------------- | ---------------- | ---------------- | ---------------- | ---------------- | ---------------- |
| 2020             | 鳥栖             | 46               | J1               | 4                | 1                | 1                | 0                | -                | -                | 5                | 1                |
| 2021             | 鳥栖             | 27               | J1               | 11               | 0                | 6                | 0                | 0                | 0                | 17               | 0                |
| 2022             | 鳥栖             | 27               | J1               | 2                | 0                | 3                | 0                | 3                | 1                | 8                | 1                |
| 2023             | 仙台             | 14               | J2               | 18               | 3                | -                | -                | 2                | 0                | 20               | 3                |
| 2024             | 仙台             | 14               | J2               | 36               | 9                | 1                | 0                | 1                | 0                | 38               | 9                |
| 2025             | 仙台             | 14               | J2               |                  |                  |                  |                  |                  |                  |                  |                  |
| 通算             | 日本             | 日本             | J1               | 17               | 1                | 10               | 0                | 3                | 1                | 30               | 2                |
| 通算             | 日本             | 日本             | J2               | 54               | 12               | 1                | 0                | 3                | 0                | 58               | 12               |
| 総通算           | 総通算           | 総通算           | 総通算           | 71               | 13               | 11               | 0                | 6                | 1                | 88               | 14               |

- 2019年、2020年は2種登録選手。2019年は2種登録選手としての出場無し。

その他の公式戦
- 2024年
  - J1昇格プレーオフ 2試合0得点

出場歴
- 公式戦初出場 - 2020年8月5日 ルヴァンカップ・グループステージ第2節 vs横浜FC（駅前不動産スタジアム）
- 公式戦初得点 - 2020年11月29日 明治安田生命J1リーグ第30節 vsガンバ大阪（パナソニックスタジアム吹田）

## タイトル

### クラブ
サガン鳥栖U-15
- 日本クラブユースサッカー選手権(U-15)大会（2017年）
- 高円宮杯 JFA 全日本U-15サッカー選手権大会（2017年）

サガン鳥栖U-18
- 日本クラブユースサッカー選手権(U-18)大会（2020年）

## 代表歴
- U-17日本代表